# Cryptolabis (Cryptolabis) paradoxa
Cryptolabis (Cryptolabis) paradoxa is een tweevleugelige uit de familie steltmuggen (Limoniidae). De soort komt voor in het Nearctisch gebied.